# Festival dalmatinskih klapa – Omiš 1979.
Festival dalmatinskih klapa Omiš 1979. bila je glazbena manifestacija klapskog pjevanja u Omišu u Hrvatskoj. Festival se održao od 14. do 28. srpnja 1979. godine.
Poredak nakon večeri:

## Vanjske poveznice
- Službene stranice